# Премія «Золотий глобус» за найкращу жіночу роль — комедія або мюзикл
Премія «Золотий глобус» за найкращу жіночу роль у комедії або мюзиклі — престижна нагорода Голлівудської асоціації іноземної преси, яку присуджують щорічно з 1951 року. Виникла завдяки розмежуванню категорії «Найкраща жіноча роль в художньому фільмі» на дві окремих категорії за жанрами: «Найкраща жіноча роль у комедії або мюзиклі» та «Найкраща жіноча роль у драмі».
Офіційна назва премії неодноразово змінювалася з часу її заснування. Наприклад, станом на 2005 рік вона мала назву «Найкраща гра акторки в кінокомедії або мюзиклі». З 2014 року і дотепер вживається сучасна назва.
Нижче приведено повний список переможниць і номінанток.
Імена переможниць виділено окремим кольором.

## 1990—1999
| Рік  | Премія | Світлини переможниць                                                      | Переможниці та номінантки                                       |
| ---- | ------ | ------------------------------------------------------------------------- | --------------------------------------------------------------- |
| 1995 | 52-га  |                                                                           | • Джеймі Лі Кертіс — «Правдива брехня» за роль Гелен Таскер     |
| 1995 | 52-га  | • Джина Девіс — «Без слів» за роль Джулії Манн                            |                                                                 |
| 1995 | 52-га  | • Енді Мак-Давелл — «Чотири весілля і похорон» за роль Керрі              |                                                                 |
| 1995 | 52-га  | • Ширлі Мак-Лейн — «Охоронець Тесс» за роль Тесс Карлайл                  |                                                                 |
| 1995 | 52-га  | • Емма Томпсон — «Джуніор» за роль Діани Реддінг                          |                                                                 |
| 1996 | 53-та  |                                                                           | • Ніколь Кідман — «Померти заради» за роль Сюзан                |
| 1996 | 53-та  | • Аннетт Бенінг — «Американський президент» за роль Сідні Вейд            |                                                                 |
| 1996 | 53-та  | • Сандра Буллок — «Поки ти спав» за роль Люсі Модерац                     |                                                                 |
| 1996 | 53-та  | • Тоні Коллетт — «Весілля Мюріель» за роль Мюріель                        |                                                                 |
| 1996 | 53-та  | • Ванесса Редґрейв — «Місяць біля озера» за роль міс Бентлі               |                                                                 |
| 1997 | 54-та  |                                                                           | • Мадонна — «Евіта» за роль Еви Перон                           |
| 1997 | 54-та  | • Гленн Клоуз — «101 далматинець» за роль Круелли                         |                                                                 |
| 1997 | 54-та  | • Френсіс Мак-Дорманд — «Фарґо» за роль Мардж Ґандерсон                   |                                                                 |
| 1997 | 54-та  | • Деббі Рейнольдс — «Матір» за роль Беатріс Гендерсон                     |                                                                 |
| 1997 | 54-та  | • Барбра Стрейзанд — «У дзеркала два обличчя» за роль Роуз                |                                                                 |
| 1998 | 55-та  |                                                                           | • Гелен Гант — «Краще не буває» за роль Керол Коннеллі          |
| 1998 | 55-та  | • Джої Лорен Адамс — «У гонитві за Емі» за роль Алісси Джонс              |                                                                 |
| 1998 | 55-та  | • Пем Грієр — «Джекі Браун» за роль Джекі Браун                           |                                                                 |
| 1998 | 55-та  | • Дженніфер Лопес — «Селена» за роль Селени Кінтанільї-Перес              |                                                                 |
| 1998 | 55-та  | • Джулія Робертс — «Весілля мого найкращого друга» за роль Джуліан Поттер |                                                                 |
| 1999 | 56-та  |                                                                           | • Гвінет Пелтроу — «Закоханий Шекспір» за роль Віоли де Лессепс |
| 1999 | 56-та  | • Кемерон Діас — «Дещо про Мері» за роль Мері Дженсен                     |                                                                 |
| 1999 | 56-та  | • Джейн Горрокс — «Голосок» за роль Лори Гофф                             |                                                                 |
| 1999 | 56-та  | • Крістіна Річчі — «Протилежність сексу» за роль Діді Труїтт              |                                                                 |
| 1999 | 56-та  | • Мег Раян — «Вам лист» за роль Кетлін Келлі                              |                                                                 |

## 2000—2009
| Рік  | Премія | Світлини переможниць                                                        | Переможниці та номінантки                                      |
| ---- | ------ | --------------------------------------------------------------------------- | -------------------------------------------------------------- |
| 2000 | 57-ма  |                                                                             | • Джанет Мактір — «Перекотиполе» за роль Мері Джо Волкер       |
| 2000 | 57-ма  | • Джуліанн Мур — «Ідеальний чоловік» за роль Лори Чевелі                    |                                                                |
| 2000 | 57-ма  | • Джулія Робертс — «Ноттінг Гілл» за роль Анни Скотт                        |                                                                |
| 2000 | 57-ма  | • Шерон Стоун — «Муза» за роль Сари Літтл                                   |                                                                |
| 2000 | 57-ма  | • Різ Візерспун — «Вибори» за роль Френчі Джексон                           |                                                                |
| 2001 | 58-ма  |                                                                             | • Рене Зеллвегер — «Сестричка Бетті» за роль Бетті Сайзмор     |
| 2001 | 58-ма  | • Жульєт Бінош — «Шоколад» за роль Вієнн Роше                               |                                                                |
| 2001 | 58-ма  | • Бренда Блесін — «Врятувати Грейс» за роль Грейс Тревесін                  |                                                                |
| 2001 | 58-ма  | • Сандра Буллок — «Міс Конгеніальність» за роль Грейс Гарт                  |                                                                |
| 2001 | 58-ма  | • Трейсі Алмен — «Дрібні шахраї» за роль Френчі Джексон                     |                                                                |
| 2002 | 59-та  |                                                                             | • Ніколь Кідман — «Мулен Руж!» за роль Сатін                   |
| 2002 | 59-та  | • Тора Берч — «Світ примар» за роль Енід                                    |                                                                |
| 2002 | 59-та  | • Кейт Бланшетт — «Бандити» за роль Кейт Вілер                              |                                                                |
| 2002 | 59-та  | • Різ Візерспун — «Білявка в законі» за роль Ел Вудз                        |                                                                |
| 2002 | 59-та  | • Рене Зеллвегер — «Щоденник Бріджит Джонс» за роль Бріджит Джонс           |                                                                |
| 2003 | 60-та  |                                                                             | • Рене Зеллвегер — «Чикаго» за роль Роксі Гарт                 |
| 2003 | 60-та  | • Меггі Джилленгол — «Секретарка» за роль Лі Голловей                       |                                                                |
| 2003 | 60-та  | • Голді Гоун — «Сестрички-запальнички» за роль С'юзі Крукс                  |                                                                |
| 2003 | 60-та  | • Ніа Вардалос — «Моє велике грецьке весілля» за роль Фотули Портокалос     |                                                                |
| 2003 | 60-та  | • Кетрін Зета-Джонс — «Чикаго» за роль Вельми Келлі                         |                                                                |
| 2004 | 61-ша  |                                                                             | • Даян Кітон — «Щось та віддаси» за роль Еріки Баррі           |
| 2004 | 61-ша  | • Джеймі Лі Кертіс — «Шалена п'ятниця» за роль Тесс Колмен                  |                                                                |
| 2004 | 61-ша  | • Скарлетт Йоганссон — «Труднощі перекладу» за роль Шарлотти Райлі          |                                                                |
| 2004 | 61-ша  | • Даян Лейн — «Під сонцем Тоскани» за роль Френсіс Мейрс                    |                                                                |
| 2004 | 61-ша  | • Гелен Міррен — «Дівчата з календаря» за роль Кріс Гарпер                  |                                                                |
| 2005 | 62-га  |                                                                             | • Аннетт Бенінг — «Бути Джулією» за роль Джулії Ламберт        |
| 2005 | 62-га  | • Ешлі Джад — «Улюбленець» за роль Лінди Портер                             |                                                                |
| 2005 | 62-га  | • Еммі Россум — «Привид опери» за роль Христини Дайе                        |                                                                |
| 2005 | 62-га  | • Кейт Вінслет — «Вічне сяйво чистого розуму» за роль Клементини Кручинські |                                                                |
| 2005 | 62-га  | • Рене Зеллвегер — «Бріджит Джонс: Межі розумного» за роль Бріджит Джонс    |                                                                |
| 2006 | 63-тя  |                                                                             | • Різ Візерспун — «Переступити межу» за роль Джун Картер Кеш   |
| 2006 | 63-тя  | • Джуді Денч — «Місіс Гендерсон представляє» за роль Лори Гендерсон         |                                                                |
| 2006 | 63-тя  | • Кіра Найтлі — «Гордість і упередження» за роль Елізабет «Ліззі» Беннет    |                                                                |
| 2006 | 63-тя  | • Лора Лінні — «Кальмар і кит» за роль Джоани Беркмен                       |                                                                |
| 2006 | 63-тя  | • Сара Джессіка Паркер — «Камінь сім'ї Стоунів» за роль Мередіт Мортон      |                                                                |
| 2007 | 64-та  |                                                                             | • Меріл Стріп — «Диявол носить Прада» за роль Міранди Прістлі  |
| 2007 | 64-та  | • Аннетт Бенінг — «На гострій грані» за роль Дердри Берроуз                 |                                                                |
| 2007 | 64-та  | • Тоні Коллетт — «Маленька міс Щастя» за роль Шеріл Гувер                   |                                                                |
| 2007 | 64-та  | • Бейонсе — «Дівчата мрії» за роль Діни Джонс                               |                                                                |
| 2007 | 64-та  | • Рене Зеллвегер — «Міс Поттер» за роль Беатрікс Поттер                     |                                                                |
| 2008 | 65-та  |                                                                             | • Маріон Котіяр — «Життя у рожевому кольорі» за роль Едіт Піаф |
| 2008 | 65-та  | • Емі Адамс — «Зачарована» за роль Жизель                                   |                                                                |
| 2008 | 65-та  | • Ніккі Блонскі — «Лак для волосся» за роль Трейсі Тернблад                 |                                                                |
| 2008 | 65-та  | • Гелена Бонем Картер — «Свіні Тодд» за роль Неллі Лаветт                   |                                                                |
| 2008 | 65-та  | • Еллен Пейдж — «Джуно» за роль Джуно МакҐуфф                               |                                                                |
| 2009 | 66-та  |                                                                             | • Саллі Гокінз — «Безтурботна» за роль Поліни Кросс            |
| 2009 | 66-та  | • Ребекка Голл — «Вікі Крістіна Барселона» за роль Вікі Маріель             |                                                                |
| 2009 | 66-та  | • Френсіс МакДорманд — «Прочитати і спалити» за роль Лінди Ліцке            |                                                                |
| 2009 | 66-та  | • Меріл Стріп — «Мамма Міа!» за роль Донни Шерідан                          |                                                                |
| 2009 | 66-та  | • Емма Томпсон — «Останній шанс Гарві» за роль Кейт Вокер                   |                                                                |

## 2010—2019
| Рік  | Премія | Світлини переможниць                                                            | Переможниці та номінантки                                                    |
| ---- | ------ | ------------------------------------------------------------------------------- | ---------------------------------------------------------------------------- |
| 2010 | 67-ма  |                                                                                 | • Меріл Стріп — «Джулі та Джулія» за роль Джулії Чайлд                       |
| 2010 | 67-ма  | • Сандра Буллок — «Пропозиція» за роль Маргарет Тейт                            |                                                                              |
| 2010 | 67-ма  | • Маріон Котіяр — «Дев'ять» за роль Луїза Контіні                               |                                                                              |
| 2010 | 67-ма  | • Джулія Робертс — «Подвійна гра» за роль Клер Стенвік                          |                                                                              |
| 2010 | 67-ма  | • Меріл Стріп — «Як усе заплутано» за роль Джейн Адлер                          |                                                                              |
| 2011 | 68-ма  |                                                                                 | • Аннетт Бенінг — «Дітки в порядку» за роль Ніколь Оллгуд                    |
| 2011 | 68-ма  | • Енн Гетевей — «Кохання та інші ліки» за роль Меггі Мердок                     |                                                                              |
| 2011 | 68-ма  | • Анджеліна Джолі — «Турист» за роль Еліз Кліфтон Ворд                          |                                                                              |
| 2011 | 68-ма  | • Джуліанн Мур — «Дітки в порядку» за роль Джулс Оллгуд                         |                                                                              |
| 2011 | 68-ма  | • Емма Стоун — «Легковажна Я» за роль Олів Пендергаст                           |                                                                              |
| 2012 | 69-та  |                                                                                 | • Мішель Вільямс — «7 днів і ночей з Мерілін» за роль Мерілін Монро          |
| 2012 | 69-та  | • Джоді Фостер — «Різанина» за Пенелопи Лонгстріт                               |                                                                              |
| 2012 | 69-та  | • Шарліз Терон — «Молода доросла» за роль Мевіс Гері                            |                                                                              |
| 2012 | 69-та  | • Крістен Віг — «Подружки нареченої» за роль Енні Волкер                        |                                                                              |
| 2012 | 69-та  | • Кейт Вінслет — «Різанина» за роль Ненсі Кауен                                 |                                                                              |
| 2013 | 70-та  |                                                                                 | • Дженніфер Лоренс — «Збірка промінців надії» за роль Тіффані Максвел        |
| 2013 | 70-та  | • Емілі Блант — «Риба моєї мрії» за роль Гаррієт Четвуд-Талбот                  |                                                                              |
| 2013 | 70-та  | • Джуді Денч — «Найкращий екзотичний готель «Меріголд» за роль Евелін Грінслейд |                                                                              |
| 2013 | 70-та  | • Меггі Сміт — «Квартет» за роль Джін Гортон                                    |                                                                              |
| 2013 | 70-та  | • Меріл Стріп — «Весняні надії» за роль Кей Соумс                               |                                                                              |
| 2014 | 71-ша  |                                                                                 | • Емі Адамс — «Американська афера» за роль Сідні Проссер / Леді Едіт Ґрінслі |
| 2014 | 71-ша  | • Жулі Дельпі — «Перед опівніччю» за роль Селін Воллас                          |                                                                              |
| 2014 | 71-ша  | • Ґрета Ґервіґ — «Френсіс Ха» за роль Френсіс Галледей                          |                                                                              |
| 2014 | 71-ша  | • Джулія Луї-Дрейфус — «Досить слів» за роль Єви Гендерсон                      |                                                                              |
| 2014 | 71-ша  | • Меріл Стріп — «Серпень: Графство Осейдж» за роль Віолети Вестон               |                                                                              |
| 2015 | 72-га  |                                                                                 | • Емі Адамс — «Великі очі» за роль Маргарет Кін                              |
| 2015 | 72-га  | • Емілі Блант — «У темному-темному лісі» за роль дружини Булочника              |                                                                              |
| 2015 | 72-га  | • Гелен Міррен — «Прянощі та пристрасті» за роль Мадам Малорі                   |                                                                              |
| 2015 | 72-га  | • Джуліанн Мур — «Зоряна карта» за роль Гавани Сегранд                          |                                                                              |
| 2015 | 72-га  | • Ковенженей Волліс — «Енні» за роль Енні Беннетт                               |                                                                              |
| 2016 | 73-тя  |                                                                                 | • Дженніфер Лоренс — «Джой» за роль Джой Мангано                             |
| 2016 | 73-тя  | • Мелісса Маккарті — «Шпигунка» за роль Сьюзен Купер                            |                                                                              |
| 2016 | 73-тя  | • Емі Шумер — «Дівчина без комплексів» за роль Емі Таунсенд                     |                                                                              |
| 2016 | 73-тя  | • Меггі Сміт — «Леді у фургоні» за роль Мері Шеперд                             |                                                                              |
| 2016 | 73-тя  | • Лілі Томлін — «Бабуся» за роль Ель Рід                                        |                                                                              |
| 2017 | 74-та  |                                                                                 | • Емма Стоун — «Ла-Ла Ленд» за роль Мії Долан                                |
| 2017 | 74-та  | • Аннетт Бенінг — «Жінки 20-го століття» за роль Дороті Філдс                   |                                                                              |
| 2017 | 74-та  | • Лілі Коллінз — «Правила не застосовуються» за роль Марли Мабрі                |                                                                              |
| 2017 | 74-та  | • Гейлі Стайнфельд — «Майже сімнадцять» за роль Надін Франклін                  |                                                                              |
| 2017 | 74-та  | • Меріл Стріп — «Флоренс Фостер Дженкінс» за роль Флоренс Фостер Дженкінс       |                                                                              |
| 2018 | 75-та  |                                                                                 | • Сірша Ронан — «Леді-Птаха» за роль Крістін Макферсон                       |
| 2018 | 75-та  | • Джуді Денч — «Вікторія та Абдул» за роль королеви Вікторії                    |                                                                              |
| 2018 | 75-та  | • Гелен Міррен — «Шукачі дозвілля» за роль Елли Спенсер                         |                                                                              |
| 2018 | 75-та  | • Марго Роббі — «Я, Тоня» за роль Тоні Гардінг                                  |                                                                              |
| 2018 | 75-та  | • Емма Стоун — «Битва статей» за роль Біллі Джин Кінг                           |                                                                              |
| 2019 | 76-та  |                                                                                 | • Олівія Колман — «Фаворитка» за роль королеви Анни                          |
| 2019 | 76-та  | • Емілі Блант — «Мері Поппінс повертається» за роль Мері Поппінс                |                                                                              |
| 2019 | 76-та  | • Елсі Фішер — «Восьмий клас» за роль Кейли Дей                                 |                                                                              |
| 2019 | 76-та  | • Шарліз Терон — «Таллі» за роль Марло Морео                                    |                                                                              |
| 2019 | 76-та  | • Констанс Ву — «Шалено багаті азіати» за роль Рейчел Чу                        |                                                                              |

## 2020—2029
| Рік  | Премія | Світлини переможниць                                               | Переможниці та номінантки                                  |
| ---- | ------ | ------------------------------------------------------------------ | ---------------------------------------------------------- |
| 2020 | 77-ма  |                                                                    | • Аквафіна — «Прощання» за роль Біллі Вонг                 |
| 2020 | 77-ма  | • Ана де Армас — «Ножі наголо» за роль Марти Кабреро               |                                                            |
| 2020 | 77-ма  | • Кейт Бланшетт — «Де ти поділась, Бернадетт?» за роль Бернадетт   |                                                            |
| 2020 | 77-ма  | • Біані Фельдштейн — «Заучка» за роль Моллі Девідсон               |                                                            |
| 2020 | 77-ма  | • Емма Томпсон — «Пізній вечір» за роль Кетрін Ньюбері             |                                                            |
| 2021 | 78-ма  |                                                                    | • Розамунд Пайк — «Аферистка» за роль Марли Грейсон        |
| 2021 | 78-ма  | • Марія Бакалова — «Борат 2» за роль Тутари Сагдієв                |                                                            |
| 2021 | 78-ма  | • Кейт Гадсон — «М'юзік» за роль Казу "Цу" Гембл                   |                                                            |
| 2021 | 78-ма  | • Мішель Пфайффер — «Піти не попрощавшись» за роль Френсіс Прайс   |                                                            |
| 2021 | 78-ма  | • Аня Тейлор-Джой — «Емма» за роль Емми Вудхаус                    |                                                            |
| 2022 | 79-та  |                                                                    | • Рейчел Зеглер — «Вестсайдська історія» за роль Марії     |
| 2022 | 79-та  | • Маріон Котіяр — «Аннетт» за роль Енн                             |                                                            |
| 2022 | 79-та  | • Алана Хаїм — «Лакрична піца» за роль Алани Кейн                  |                                                            |
| 2022 | 79-та  | • Дженніфер Лоренс — «Не дивіться вгору» за роль Кейт Дібіаскі     |                                                            |
| 2022 | 79-та  | • Емма Стоун — «Круелла» за роль Круелли де Віль                   |                                                            |
| 2023 | 80-та  |                                                                    | • Мішель Єо — «Все завжди і водночас» за роль Евелін       |
| 2023 | 80-та  | • Леслі Менвілл — «Місіс Гарріс їде у Париж» за роль Ади Харріс    |                                                            |
| 2023 | 80-та  | • Марго Роббі — «Вавилон» за роль Неллі Ларой                      |                                                            |
| 2023 | 80-та  | • Аня Тейлор-Джой — «Меню» за роль Марго Міллс / Ерін              |                                                            |
| 2023 | 80-та  | • Емма Томпсон — «Успіхів тобі, Лео Гранд» за роль Ненсі Стоукс    |                                                            |
| 2024 | 81-ша  |                                                                    | • Емма Стоун — «Бідолашні створіння» за роль Белли Бакстер |
| 2024 | 81-ша  | • Марґо Роббі — «Барбі» за роль Барбі                              |                                                            |
| 2024 | 81-ша  | • Наталі Портман — «Травень, грудень» за роль Елізабет             |                                                            |
| 2024 | 81-ша  | • Дженніфер Лоренс — «Без образ» за роль Медді                     |                                                            |
| 2024 | 81-ша  | • Фантазія Барріно — «Барва пурпурова» за роль Селі Гарріс Джонсон |                                                            |
| 2024 | 81-ша  | • Алма Пююсті — «Опале листя» за роль Анси                         |                                                            |
| 2025 | 82-га  |                                                                    | • Демі Мур — «Субстанція» за роль Елізабет Спаркл          |
| 2025 | 82-га  | • Емі Адамс — «Нічна сучка» за роль мати                           |                                                            |
| 2025 | 82-га  | • Синтія Еріво — «Wicked: Чародійка» за роль Ельфаби               |                                                            |
| 2025 | 82-га  | • Карла Софія Гаскон — «Емілія Перес» за роль Емілії Перес         |                                                            |
| 2025 | 82-га  | • Майкі Медісон — «Анора» за роль Анори                            |                                                            |
| 2025 | 82-га  | • Зендея — «Суперники» за роль Таші Дональдсон                     |                                                            |